# Paradocus kenyensis
Paradocus kenyensis är en skalbaggsart som beskrevs av Teocchi och Henri L. Sudre 2002. Paradocus kenyensis ingår i släktet Paradocus och familjen långhorningar.
Artens utbredningsområde är Kenya. Inga underarter finns listade i Catalogue of Life.